# Graduel romain (édition rémo-cambraisienne)
L'Édition rémo-cambraisienne est un graduel en grégorien, sorti en 1851 par la Commission ecclésiastique de Reims et de Cambrai et publié chez Librairie Jacques Lecoffre. Il s'agit du premier livre de chant en grégorien, restauré au XIXe siècle en France.
La commission fit sortir également un antiphonaire.

## Histoire

### Découvert du manuscrit de Montpellier

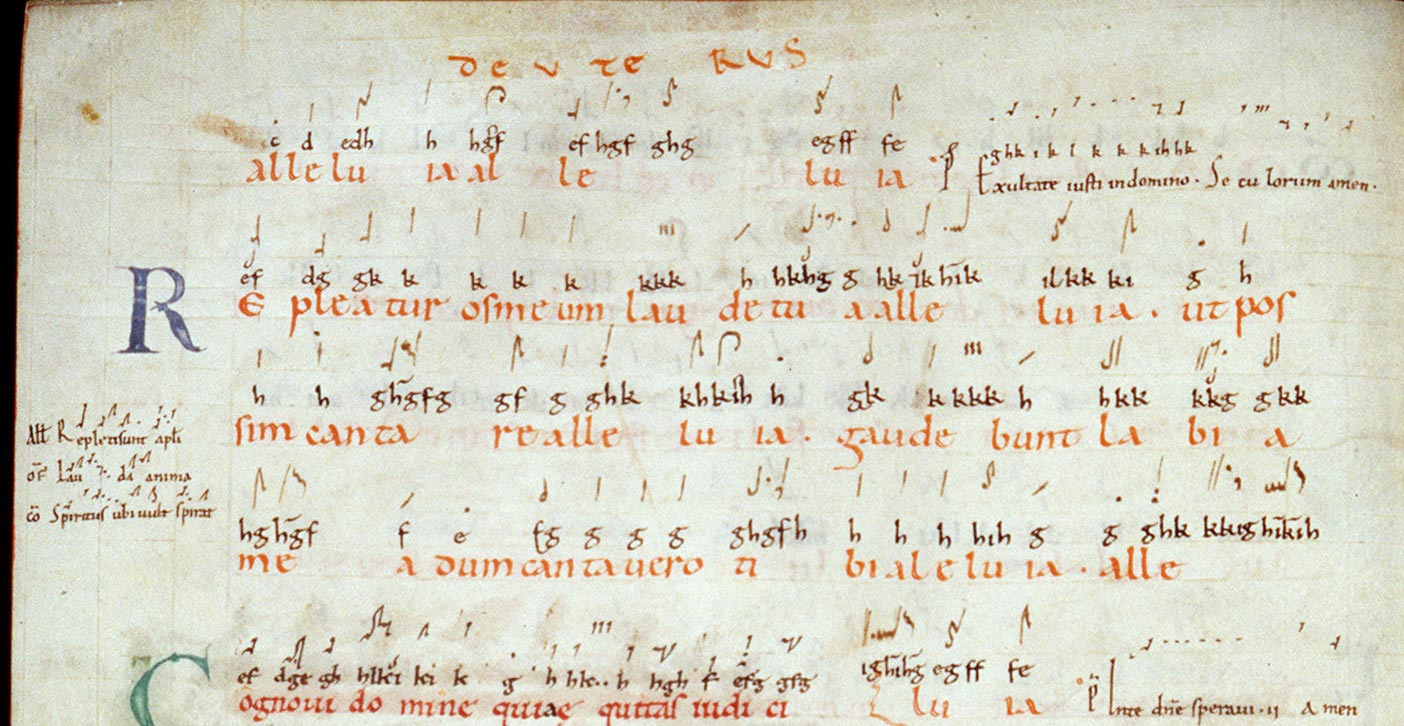
Manuscrit de Montpellier, H 159.

Dès la Renaissance, le chant grégorien subissait une modification considérable et devint plain-chant. En dépit de cette période désastreuse, quelques musicologues commencèrent au début du XIXe siècle à restaurer le chant grégorien authentique. Toutefois, les neumes anciens sans ligne demeuraient indéchiffrables. 
Après avoir effectué un voyage en Italie afin de chercher des manuscrits, Félix Danjou visita en retour, le 18 décembre 1847, la bibliothèque de la faculté de médecine de Montpellier dans laquelle fut découverte une véritable pierre de Rosette musicale. Il s'agissait d'un livre de chant en grégorien, composé de doubles notations, neumatiques et alphabétiques.
Ce précieux manuscrit, Tonaire de Saint-Bénigne de Dijon, conservait la totalité des chants propres de la messe, groupés par genres et dans l'ordre des tons ecclésiastiques. Celui-ci, composé de notation française, est attribué au XIe siècle,.

### Commission
À la suite de cette découverte, une commission fut nommée en 1849 par les archevêques de Reims Thomas Gousset, futur cardinal, ainsi que de Cambrai cardinal Pierre Giraud, afin d'éditer un graduel et un antiphonaire en grégorien,.
Alors que les membres de la commission restent inconnus, sa direction fut confiée à l'abbé Jean Tesson,, spécialiste du chant liturgique ancien. En raison des variantes, il aurait consulté d'autres manuscrits dans les archives de Reims, de Cambrai, de Paris, en Suisse, au Portugal.

### Publications
La première publication remonte en 1851. La commission avait choisi Jacques Lecoffre, en tant que maison d'édition. À peine la publication effectua-t-elle, Edmond Duval, musicologue belge, sortit ses études dans la même année : Études sur le « Graduale Romanum », publié à Paris, chez M. Lecoffre, en 1851.  
D'ailleurs, parfois apparaît un antiphonaire publié chez Lecoffre en 1854 dans le marché du livre ancien et d'occasion. Il est sans aucun doute que l'antiphonaire rémo-cambraisienne aussi fut sorti en 1854 ou avant. Cependant, encore ignore-t-on son détail :

« MM. Jacques Lecoffre et Cie avaient adressé à Sa Sainteté le Pape Pie IX un exemplaire du Graduel et de l' Antiphonaire romain, in-folio, publiés sous la direction de la Commission de Reims et de Cambrai. ...

Nous avons reçu le manifique exemplaire du Graduel et de l'Antiphonaire que vous Nous avez offerts ... »

— p. iii et iv dans le graduel en 1858
Ce chant était exécuté non seulement auprès de la paroisse de Reims mais également dans celles de Sens et de Soissons.
Cette édition était encore en usage, en 1890, auprès du Séminaire français de Rome. En effet, Dom André Mocquereau de Solesmes écrivit que, lors de la célébration du deuxième dimanche de Carême, le chœur du séminaire répondait selon cette version à une petite schola grégorienne provisoire chantant la version de Solesmes, formée par ce moine pour une session grégorienne.

### Caractéristique
D'une part, la source principale, manuscrit de Montpellier, n'était pas capable d'assurer la qualité de rédaction. Car, cette double notation fut conçue comme document pédagogique.  
D'autre part, à cette époque-là, ni la commission ni le Vatican ne connaissait le chant grégorien authentique avant la modification considérable à la suite de la Renaissance. Tout comme l'Édition médicéenne, l'éditeur effectua parfois la modification de la valeur rythmique de la mélodie selon la quantité syllabique ou abrégea quelques mélisme, sans respecter les manuscrits originaux,. En 1857, afin de défendre cette édition, l'abbé Jules Bonhomme soulignait dans son œuvre « une remarquable similitudé (sic) » avec des manuscrits de Rome, de Paris, d'Arras, de Marseille, d'Autun, de Metz.

### Valeur historique

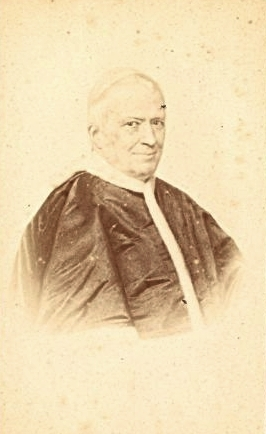
Pie IX, vers 1860.

Le 23 août 1854, le pape Pie IX adressa ses deux brefs, l'une à l'évêque d'Arras Pierre-Louis Parisis ainsi que l'autre à Jacques Lecoffre.

« Cette joie assurément bien grande que vous avez ressentie, Vénérable Frère, en rétablissant si aisément l'usage de la Liturgie Romaine dans votre Église d'Arras, dont vous avez ainsi, par cette marque de respect, resserré plus étroitement les liens avec cette Chaire de Pierre élevée au-dessus de toutes les autres et avec Nous-même, cette joie vous excite et vous anime maintenant à ne rien omettre de ce qui vous paraît tendre de toute manière à conserver cette même Liturgie et à maintenir chez vous les usages de l'Église Romaine. Aussi Nous avons reçu avec plaisir l'Instruction pastorale que vous avez récemment publiée sur le chant ecclésiastique, et, en même temps, il Nous a été très-agréable d'apprendre, par votre lettre du 12 juillet dernier, que vous n'aviez rien plus à cœur que de vous attacher, même en cette matière, aux règles et aux traditions des Pontifes Romains Nos prédécesseurs.
Il y a déjà deux ans, comme vous nous l'écrivez, que, à la satisfaction et au contentement de tous, et de vous en particulier, il est en usage dans votre Église cathédrale, ce chant Grégorien que vous assurez avoir été restauré nouvellement par le Graduel et l'Antiphonaire qu'à  mis au jour le libraire de Paris Lecoffre.
Pour Nous, Nous ne pouvons Nous empêcher de vous féliciter vivement, Vénérable Frère, de votre zèle, de votre sollicitude et de votre ardeur, et nous avons, comme vous, la confiance que cette œuvre, couronnée de si heureux succès à son début, s'achèvera bientôt et se complétera de tout point. 
Nous supplions humblement le Seigneur, auteur et dispensateur de tous ses biens célestes, qu'il daigne, dans sa bonté, les répandre continuellement et avec abondance sur vous-même et sur le troupeau confié à votre vigilance. 
Nous y joignons, comme le présage de ces faveurs et comme le gage de Notre affection particulière pour vous, Notre bénédiction Apostolique, que Nous accordons avec effusion, du plus profond de Notre cœur, à vous-même, Vénérable Frère, à tout le Clergé et aux Fidèles de votre Église d'Arras.
Donné à Rome, à Saint-Pierre, le 23e jour du moi d'août de l'année 1854, et de Notre Pontificat la IXe. »

— Pie IX, bref Venerabilis Frater, salutem et Apostolicam benedictionem

### Congrès d'Arezzo
En 1882, le Congrès européen d'Arezzo pour l'étude et l'amélioration du chant liturgique fut tenu dans cette ville italienne. Le 12 septembre, Dom Joseph Pothier de Solesmes y présenta l'édition rémo-cambraisienne en tant qu'édition ayant contribué plus que toute autre version selon les méthodes de plain-chant. Également, il remarqua sa caractéristique en expliquant que dans cette édition, la note carée et a note caudée servent à marquer la différence de rythme, et que les suites de notes y sont plus longues dans les groupes neumatiques.

### Liste de publication
- Graduel
  - 1851 : 1re édition chez Jaques Lecoffre[ve 3]
  - 1857 : édition révisée[12]
  - 1858 : Graduel romain comprenant les messes et les petites heures des dimanches et de toutes les fêtes de l'année ainsi que l'office de la nuit de Noël et les principales processions — Chant restauré par la Commission de Reims et de Cambrai d'après les anciens manuscrits, Librairie Jacques Lecoffre, Lecoffre fils et Cie, successeurs, Paris - Lyon (édition avec les brefs du pape Pie IX, chez Victor Lecoffre, son fils)[13]
- Antiphonaire
  - vraisemblablement 1854[14]

#### Texte et notation originaux
- Commission de Reims et de Cambrai, Graduel romain comprenant les messes et les petites heures des dimanches et de toutes les fêtes de l'année ainsi que l'office de la nuit de Noël, Librairie Jacques Lecoffre, Paris et Lyon 1858 [lire en ligne]

#### Commentaire
- Jules Bonhomme, Principes d'une véritable restauration du chant grégorien et examen de quelques éditions modernes de plain-chant, Jacques Lecoffre et Cie, Paris 1857, p. 95 - 132 : Du chant restauré par la Commission de Reims et Cambrai. — Réponse à quelques objections [lire en ligne]
- Félix Clément, Des diverses réformes du chant grégorien, Librairie d'Adrien Le Clere, Paris 1860, p. 24 - 30 : Édition Rémo-Cambraisienne [lire en ligne]

#### Manuscrit de Montpellier
- Manuscrit H 159, Bibliothèque universitaire de Montpellier : fac-similés 011v, 013v, 014r, 016r, 017r, 023r, 025v, 026r, 037v, 053r, 057v, 073v, 074r, 075r, 075v, 086r, 105r, 106r, 111v, 112r, 112v, 122v, 127v, 136r, 147v, 151v, 156r, 161r, 162v, 163r et 163v [lire en ligne]
- Antiphonaire de Montpellier découvert par M. F. Danjou le 18 décembre 1847 et transcrit par Théodore Nisard en 1851, Sous les auspices de M. le Ministre de l'instruction publique, Bibliothèque nationale de France, Département des manuscrits, Latin 8881 [lire en ligne]